# Betty Schade
Betty Schade (27. marts 1895 – 27. marts 1982) var en tysk-født amerikansk stumfilmskuespiller. Hun har optrådt i mere end 120 film fra 1913 til 1932.
Hun blev født i Geestemünde (Bremerhaven), Tyskland og var gift med skuespilleren Fritz Schade. Parret boede i Californien i 1912-1913 og sluttede sig til Mack Sennett's aktieselskab. To år senere skrev de kontrakt med Carl Laemmle's Universal Pictures. Hun døde i Los Angeles, (Californien) i 1982.

## Udvalgt filmografi
- His Chum the Baron (1913)
- Passions, He Had Three (1913)
- Lights and Shadows (1914)
- After Five (1915)
- The Scarlet Drop (1918)
- A Woman's Fool (1918)
- A Fight for Love (1919)
- Bare Fists (1919)
- Riders of Vengeance (1919)
- Deliverance (1919)